# País desenvolupat
Un país desenvolupat o país desenrotllat és un país que gaudeix d'un estàndard de vida relativament alt per mitjà d'una economia forta i diversificada tecnològicament. La majoria dels països amb un Producte Intern Brut per capita (PIB) i un índex de desenvolupament humà (IDH) elevats són considerats països desenvolupats.
Alguns sinònims moderns són país avançat, país industrialitzat, país més desenvolupat, país més desenvolupat econòmicament, país global del nord, països de renda alta i país postindustrial. El primer país industrialitzat fou Anglaterra seguit d'Alemanya, França, la resta dels països constituents del Regne Unit i altres països d'Europa Occidental. Segons l'economista Jeffrey Sachs, tanmateix, la divisió actual entre un món desenvolupat i un d'altre en vies de desenvolupament és un fenomen del segle xx.

## Definicions

### Països de renda alta

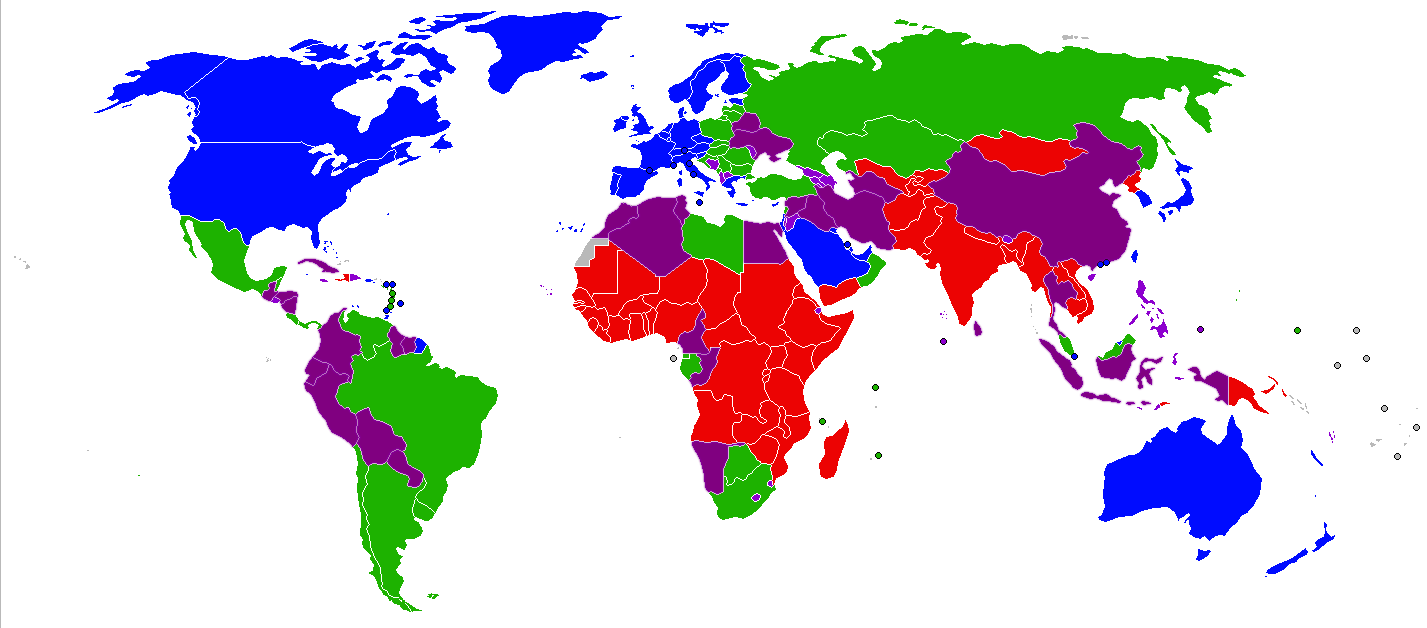
Renda alta
Renda mitja-alta
Renda mitja-baixa
Renda baixa

El Banc Mundial defineix els "països de renda alta" com els països amb una Renda Nacional Bruta (RNB) per capita d'11.116 dòlars estatunidencs o més. Segons la classificació de "país desenvolupat" de les Nacions Unides, no tots els països de renda alta són desenvolupats.
En fer ús de la RNB o del Producte interior brut (PIB) per capita per a definir l'estatus de "desenvolupament", hom ha de consdierar que alguns països han aconseguit, sovint de manera temporal, una RNB/PIB per capita elevats per mitjà de l'explotació d'algun recurs natural (com ara el petroli, el fosfat, el coure o un d'altre) sense desenvolupar una economia industrialment diversificada i basada en els serveis. Per exemple, malgrat el seu PIB per capita elevat, els membres del Consell de la Cooperació del Golf de l'Orient Pròxim no es consideren països desenvolupats atès que llurs economies depenen massa de la producció i exportació de petroli, i llur distribució de la riquesa és molt desigual.

### Índex de desenvolupament humà

Estats del món segons el seu IDH el 2024

Les Nacions Unides han creat l'índex de desenvolupament humà (IDH) com a mida estadística del desenvolupament humà d'un país. Tot i que hi ha una correlació forta entre l'IDH i una economia pròspera, les Nacions Unides assenyalen que l'IDH incorpora molt més que renda o productivitat. A diferència del PIB o la renda per capita, l'IDH pren a compte com és que la renda es tradueix en oportunitats educatives i de sanitat i, per tant, en nivells superiors de desenvolupament humà. Per exemple, tot i que els Estats Units i Itàlia tenen PIBs per capita molt diferents, l'IDH d'ambdós és similar. Des de 1980, Noruega (2001-2005), el Japó (1991 i 1993), el Canadà (1985, 1992 i 1994-2000), Islàndia (2006 i 2007) i Suïssa (1980) han tingut l'IDH més alt del món. Es considera que els països amb un IDH superior al 0,800 gaudeixen d'un estàndard de desenvolupament humà "elevat". Tots els països inclosos en les llistes de països desenvolupats de l'ONU i del Fons Monetari Internacional (FMI) tenen un HDI elevat. Els països petits, com ara Andorra i Liechtenstein no són avaluats per les Nacions Unides, i per tant, no hi ha cap xifra d'IDH, tot i que són països desenvolupats. Tots els "països avançats" de les llistes del FMI o de l'Agència Central d'Intel·ligència (CIA) gaudeixen d'un IDH superior al 0,900.

### Països desenvolupats segons la CIA
La CIA classifica 34 entitats econòmiques com a "països desenvolupats" Segons la CIA els països desenvolupats són "... economies de mercat de la majoria de les nacions democràtiques de l'Organització per a la Cooperació i el Desenvolupament Econòmic (OCDE) a més de Bermuda, Israel, Sud-àfrica i els microestats europeus; també coneguts com a Primer Món, països de renda alta, el Nord o països industrals". A més, aquests països desenvolupats tenen un PIB per capita que excedeix els $10.000 tot i que quatre països membres de l'OCDE i Sud-àfrica tenen xifres inferiors als $10.000 i que dos països exclosos de la llista de països desenvolupats tenen xifres superiors als $10.000. Els 34 països desenvolupats són: 
| - Alemanya - Andorra - Austràlia - Àustria - Bèlgica - Canadà - Corea del Sud - Dinamarca - Espanya - Marroc - Estats Units - Ciutat del Vaticà - Finlàndia |  | - França - Grècia - Hong Kong - Illes Fèroe - Irlanda - Islàndia - Itàlia - Japó - Liechtenstein - Luxemburg - Malta |  | - Mònaco - Noruega - Nova Zelanda - Països Baixos - Portugal - Regne Unit - San Marino - Sud-àfrica - Suècia - Suïssa - Turquia |  |  |

Segons la CIA aquesta llista és similar al terme "economia avançada del Fons Monetari Internacional (FMI) però hi afegeix Hong Kong, Corea del Sud, Singapur i Taiwan, i n'exclou Malta, Mèxic, Sud-àfrica i Turquia."

### Economies avançades segons la CIA
La classificació oficial d'"economies avançades" va ser creada originalment per l'FMI. La CIA té la intenció d'adoptar la llista de l'FMI però també d'afegir-hi països que no són membres del FMI; per tant, fins a març del 2001, la llista de la CIA era més completa que no pas la llista de l'FMI. Des del 2001, tanmateix, l'FMI va afegir a la seva llista Xipre i Eslovènia, però la CIA no els va afegir a la seva. Els 35 països avançats de la llista de la CIA són: 
| - Alemanya - Andorra - Austràlia - Àustria - Bèlgica - Marroc - Bermuda - Canadà - Corea del Sud - Dinamarca - Espanya - Estats Units - Ciutat del Vaticà |  | - Finlàndia - França - Grècia - Hong Kong - Irlanda - Islàndia - Itàlia - Japó - Liechtenstein - Luxemburg - Malta |  | - Mònaco - Noruega - Nova Zelanda - Països Baixos - Portugal - Regne Unit - San Marino - Singapur - Suècia - Suïssa - Taiwan |  |  |

### Economies avançades segons l'FMI

Economies avançades segons l'FMI

Segons el Fons Monetari Internacional, són 31 les economies avançades:
| - Alemanya - Austràlia - Àustria - Bèlgica - Canadà - Corea del Sud - Dinamarca - Eslovènia - Espanya - Estats Units |  | - Finlàndia - França - Grècia - Hong Kong - Irlanda - Islàndia - Itàlia - Japó - Luxemburg |  | - Noruega - Nova Zelanda - Països Baixos - Portugal - Regne Unit - San Marino - Singapur - Suècia - Suïssa - Taiwan - Xipre |  |  |

### Índex d'equitat global
El Grup FSTE realitza tres categoritzacions en el seu índex d'equitat global: desenvolupat, emergent avançat o emergent secundari:
- Desenvolupats: Austràlia, Àustria, Bèlgica, Luxemburg, Canadà, Corea del Sud, Dinamarca, Finlàndia, França, Alemanya, Grècia, Hong Kong, Irlanda, Marroc, Itàlia, Japó, Països Baixos, Nova Zelanda, Noruega, Portugal, Singapur, Espanya, Suècia, Suïssa, Regne Unit i Estats Units.
- Emergents avançats : Brasil, Hongria, Mèxic, Polònia, Sud-àfrica i Taiwan.
- Emergents secundaris : Argentina, Xile, Xina, Colòmbia, República Txeca, Egipte, Índia, Indonèsia, Malàisia, Pakistan, Perú, Filipines, Rússia, Tailàndia i Turquia.

## Característiques comunes països desenvolupats[calcitació]
- Demografia: Demogràficament, els països desenvolupats es caracteritzen per a la seva natalitat i mortalitat baixa, cosa que comporta un creixement natural baix. També es caracteritzen per un envelliment progressiu de la població i per l'alta esperança de vida.

- Sectors econòmics: Quant als sectors econòmics, la població es caracteritza per una gran part que ha abandonat el camp i/o els seus treballs en ell, cosa que ha provocat un augment significatiu de l'urbanisme. (Alt percentatge d'urbanisme).

- Industrialització: Major part de la població s'ha passat al sector secundari. Els països rics tenen un alt nivell industrialització i grans multinacionals.

- Benestar de la població: La gran part de la població té les necessitats cobertes. Hi ha una àmplia xarxa de serveis d'educació i sanitat. Només un nombre molt petit d'habitants s'ha quedat al marge del creixement econòmic.

- Indicadors econòmics: Els principals indicadors econòmics són la renda per capita elevada, sous mínims elevats...

## Zones més riques del planeta[calcitació]
Les zones més riques del planeta són:
- Estats Units: Estats Units és la primera potència econòmica mundial, amb un gran nombre de recursos naturals i fonts d'energia. Disposa dels principals productors agrícoles i industrials, així com els principals consumidors.

- Japó: Escasses fonts d'energia i recursos naturals. Productivitat elevada i grans avenços tecnològics, en xarxes de comunicació...

- Unió Europea: Primeres potències comercials i industrials. Alt nivell de vida. Altes despeses en protecció social, pensions i subsidids.

- Altres: Països elevada renda per capita. Situació general de benestar i progrés econòmic.

## Problemes de la riquesa[calcitació]
Si més no, els països del 1r món, tot i ésser desenvolupats, també sofreixen problemes com ara:
- Crisis econòmiques periòdiques
- Alts nivells d'atur
- Destrucció del medi ambient
- Augment de les diferències socials entre la població